# Janusz Grott
Janusz Grott (ur. 17 lipca 1944 w Dąbrowie Tarnowskiej, zm. 11 sierpnia 1998) – polski polityk, technik, poseł na Sejm II kadencji.

## Życiorys
Ukończył Technikum Górnicze w Koninie w 1966, po czym pracował m.in. w Kombinacie Górniczo-Hutniczym Miedzi „Polska Miedź” oraz Zakładach Górniczych „Rudna”.
W 1993 uzyskał mandat posła na Sejm II kadencji. Został wybrany w okręgu legnickim z listy Unii Pracy. Startował z pierwszego miejsca na liście i otrzymał 5605 głosów. Zasiadał w Komisji Polityki Społecznej oraz w Komisji Ochrony Środowiska, Zasobów Naturalnych i Leśnictwa. Był także członkiem trzech podkomisji.
Bezskutecznie ubiegał się o reelekcję w wyborach w 1997, otwierając listę Unii Pracy w okręgu konińskim. Zmarł po zakończeniu kadencji.